# Pratique psycho-corporelle
 (décembre 2023).
 (décembre 2023).
 (décembre 2023).
- Si vous ne connaissez pas le sujet, laissez ce bandeau (vous pouvez alors contacter les auteurs).
- Si vous supprimez le contenu mis en cause (vous pouvez préalablement contacter les auteurs),

argumentez précisément cette suppression dans la page de discussion
(un manque de référence n'est pas un argument ; une recherche réelle de référence doit avoir été effectuée, être formellement documentée).
Ne doit pas être confondu avec psychothérapie corporelle.
On parle de pratique psycho-corporelle ou d'approches psychocorporelles pour désigner des méthodes qui appréhendent l'être humain à la fois dans sa dimension psychologique et corporelle, généralement dans un but psychothérapeutique.

## Définition
Selon le Guide des pratiques psychocorporelles (2018) : « Les pratiques psychocorporelles (PPC) comprennent l’ensemble des approches psychothérapeutiques partant du corps, ou se servant du corps comme médiation, mais aussi plus largement des méthodes impliquant un travail corporel à visée psychothérapeutique, prophylactique et préventif. [...] Chacune des pratiques psychocorporelles pourra avoir des objectifs différents en fonction de la ou les théories auxquelles elle se réfère. »
En pratique, ces approches utilisent plusieurs principes :
- Elles sont « centrées sur l'action présente[1] » et s'intéressent davantage au « comment » de la difficulté actuelle de la personne qui consulte, au détriment du « pourquoi » (les causes anciennes de la difficulté notamment).
- Elles privilégient une attention sélective, parfois à l'aide d'un état de conscience modifié ; un « travail sur la relation du sujet au monde[1] ».
- Elles proposent un travail avec le corps[1], par exemple à l'aide de mouvements (des membres, des yeux, du corps tout entier), une respiration dirigée (souvent au niveau de l'abdomen), un travail sur la posture.

## Principales approches
- - Training autogène de Schultz
  - Relaxation progressive d'Edmund Jacobson
  - Sophrologie
  - Eutonie de Gerda Alexander
  - Méthode Feldenkrais
  - Somatothérapie
- Méthodes occidentale
  - Psychologie biodynamique : créée par Gerda Boyesen (en)
  - Biofeedback
  - EMDR
  - Gestalt-thérapie
  - Technique Alexander

## Mise en garde
Certaines pratiques ou formations sont peu sérieuses, voire sectaires. Quelques critères peuvent alerter :
- mise en opposition systématique par le praticien de la méthode proposée avec la médecine conventionnelle ;
- croyance en la toute-puissance d’une méthode ou d’une personne pour guérir toutes les maladies ;
- transgressions de la règle d’abstinence et de confidentialité ;
- pratiques paranormales ou magiques ;
- prix prohibitifs.